# HCP Poznań
KS HCP Poznań – założony w 1927 roku, polski klub sportowy (wielosekcyjny) z siedzibą w Poznaniu. Po wojnie reaktywowany 15 kwietnia 1945. W 1949 r. klub przystępuje do Centralnego Zarządu Związku Metalowców H. Cegielski Poznań. W 1950 r. zmienia nazwę na Związkowy KS Stal, a pod koniec roku następuje fuzja z Pocztowym KS Warta Poznań.

## Piłka nożna
- Pierwszy historyczny mecz rozegrano 3 kwietnia 1927 r. (na trzy dni przed oficjalną rejestracją klubu) z Admirą Poznań przegrywając 1-2[1].
- Mistrz Wielkopolski - 1927[2], 1935/1936, 1936/1937, 1946/1947. W 1927 roku zespół nie wziął udziału w eliminacjach o wejście do I ligi. Później, pomimo trzykrotnej próby uzyskania awansu do I ligi, drużyna odpadała w eliminacjach.
- Mistrz Wielkopolski juniorów - 1939, w rozgrywkach centralnych o Mistrzostwo Polski drużyna rozegrała tylko jeden mecz, zwyciężając Wisłę Grudziądz 3-2. Pozostałe mecze na skutek wojny nie zostały już rozegrane.

### Reprezentanci Polski
- Antoni Böttcher (12.IX.1937 w Sofii w meczu Bułgaria - Polska 3-3)
- Walenty Musielak (11.VIII.1936 w Berlinie w meczu Austria - Polska 3-1)

### KS HCP Poznań w eliminacjach o awans do I ligi
| sezon | Grupa | klasa rozgrywek | Miejsce I   | Miejsce II | Miejsce III | Miejsce IV |
| ----- | ----- | --------------- | ----------- | ---------- | ----------- | ---------- |
| 1936  | II    | eliminacje      | AKS Chorzów | HCP Poznań | Gryf Toruń  |            |

AKS Chorzów awansował do finału i z drugiego miejsca wraz z Cracovią wywalczył awans do I ligi.
| sezon | Grupa | klasa rozgrywek | Miejsce I        | Miejsce II | Miejsce III        | Miejsce IV |
| ----- | ----- | --------------- | ---------------- | ---------- | ------------------ | ---------- |
| 1937  | I     | eliminacje      | Polonia Warszawa | Gryf Toruń | Union-Touring Łódź | HCP Poznań |

Polonia Warszawa awansowała do finału i wraz z Śmigłym Wilno do I ligi.
| sezon | Grupa | klasa rozgrywek | Miejsce I     | Miejsce II | Miejsce III  | Miejsce IV        |
| ----- | ----- | --------------- | ------------- | ---------- | ------------ | ----------------- |
| 1947  | III   | eliminacje      | Lechia Gdańsk | HCP Poznań | MKS Szczecin | Polonia Bydgoszcz |

Lechia Gdańsk awansowała razem z czterema innymi zespołami finału, z którego trzy najlepsze drużyny Ruch Chorzów, Legia Warszawa i Tarnovia Tarnów awansowały do nowo utworzonej I Ligi.

## Boks
Sekcja założona w 1927 roku.

### Sukcesy
- Drużynowe mistrzostwa Polski:
  - Brązowy medal: 1938
  - Srebrny medal: 1939
- Indywidualni medaliści Mistrzostw Polski: 
  - VI MP Katowice 1929 - S. Anioła, waga lekka, medal brązowy[3].
  - VII MP Poznań 1930 - S. Anioła, lekka medal srebrny[4].
  - VIII MP Warszawa 1931 - Czerniak, waga piórkowa, medal brązowy[5].
  - IX MP Poznań 1932 - R. Krenz, waga ciężka, medal brązowy i Hoffman, waga półciężka, medal brązowy[6].
  - XII MP Poznań 1935 - M. Misiorny, waga piórkowa, medal brązowy.
  - XIV MP Poznań 1937 - J. Klimecki, waga ciężka, medal brązowy.
  - XVI MP Katowice 1939 - L. Szułczyński, waga średnia, medal złoty i J. Klimecki, waga ciężka, medal srebrny.
  - XVII MP Katowice 1947 - M. Janowicz, waga piórkowa, medal srebrny.

### Reprezentanci Polski
- Jan Klimecki
- Ludwik Szułczyński

## Inne sekcje[7]
- Ciężka atletyka (zapasy i podnoszenie ciężarów) - sekcja zał. w 1927 r. (? Kałek w 1930 r., wicemistrz Polski wagi ciężkiej w podnoszeniu ciężarów).
- Gimnastyka - sekcja zał. w 1947 r.
- Hokej na trawie - sekcja zał. w 1949 r.
- Kajakarstwo - sekcja zał. w 1945 r.
- Kolarstwo - sekcja zał. w 1927 r. (czołowy kolarz Henryk Lange)
- Koszykówka - sekcja zał. w 1939 r.
- Kręglarstwo - sekcja zał. w 1927 r.
- Lekkoatletyka - sekcja zał. w 1927 r.
- Łucznictwo - sekcja zał. w 1948 r.
- pływanie - sekcja zał. w 1929 r.
- Piłka ręczna - sekcja zał. 1939 r.
- Siatkówka - sekcja zał. w 1939 r. (w 1946 siatkarze HCP zostali wicemistrzem okręgu za KKS Poznań i wobec jego rezygnacji stanęli do walki o Mistrzostwo Polski, zajmując 12. miejsce na 14 drużyn.)
- Strzelectwo - sekcja zał. w 1930 r.
- Szachy - sekcja zał. w 1931 r.
- Szermierka - sekcja zał. w 1945 r.
- Tenis - sekcja zał. w 1927 r.
- Tenis stołowy - sekcja zał. w 1931 r.
- Żużel - sekcja zał. krótko przed wojną.

## Prezesi[8]
| Lp. | Imię i nazwisko     | Lata        |
| --- | ------------------- | ----------- |
| 1   | inż Zakrzewski      | 1927        |
| 2   | Stanisław Kurzewski | 1928 – 1936 |
| 3   | Jerzy Dickmann      | 1936 – 1939 |
| 4   | inż Susicki         | 1945 – 1946 |
| 5   | Leon Murzynowski    | 1947        |
| 6   | Jerzy Walter        | 1948        |
| 7   | Stefan Mosiński     | 1948        |
| 8   | Stanisław Ostrowski | 1950        |